# غلاديس سوين
غلاديس سوين (بالفرنسية: Gladys Swain)‏ هي طبيبة نفسية فرنسية، ولدت في 1945، وتوفيت في 1993.